# Núria González López
Núria González López (Barcelona, 22 de junio de 1981) es una abogada y activista feminista española por los derechos de las mujeres y de los niños. Es licenciada en Derecho y Máster en Derechos Humanos por la UNED con especialidad en Bioética. Integrante de los Servicios Jurídicos de la UGT de Catalunya y del Turno de Oficio de Violencia de Género en Barcelona. También colabora como asesora jurídica para varios ayuntamientos de las provincias de Barcelona y Tarragona.

## Trayectoria
En 2005, se licenció en Derecho por la Universidad Nacional de Educación a Distancia (UNED). Tiene un máster en Prevención de Riesgos Laborales y otro Máster en Derechos Humanos, especialidad en Bioética, en la UNED. Obtuvo la especialidad Psicosocial en la Universidad de Barcelona, es especialista en Comercio Internacional y Arbitraje por el Ilustre colegio de abogados de Barcelona (ICAB), está diplomada en Criminología en la Institución Interdisciplinaria Jurídica Fiscal y Forense S.C, en la Ciudad de México y es Experta universitaria en Intervención con personas situación de Trata de personas y prostitución por la Universidad de las Islas Baleares.
Actualmente cursa el doctorado en Derecho Internacional Público en la Universidad de Jaén y el Curso de mediación civil, familiar y mercantil, con especialidad en mediación comunitaria de la Escuela Internacional de Mediación.
Además de dirigir DLV Radio, escribe artículos en el periódico en línea El Taquígrafo y es colaboradora habitual del programas de televisión y de radio.  

### Estancia en México
En 2012, viajó a la Ciudad de México para ejercer como abogada principalmente en las áreas del derecho mercantil, corporativo, laboral y civil, y fue profesora de la Universidad Veracruzana (Jalapa) y en la Institución Interdiscliplinaria Jurídica Fiscal y Forense (Ciudad de México). En 2014, actúa como ponente en el Tribunal de Derechos Humanos de las Mujeres, invitada por la delegación mexicana, dentro del Foro Permanente para las cuestiones indígenas de la ONU (Nueva York).
A partir de junio, es nombrada coordinadora de proyectos y programas como Proyecto de Adecuación y Armonización del Bando Municipal del Chimalhuacán a las leyes federales y estatales sobre Igualdad y acceso a una Vida Libre de Violencia de las Mujeres, en junio de 2015, para el Ayuntamiento de Chimalhuacán (Estado de México), del Programa Pro-Equidad de Inmujeres Nacional en junio- septiembre de 2015, desde la Fundación Contigo Oaxaca del Diplomado de Juicio Orales para abogadas públicas en Oaxaca y del proyecto de elaboración del Modelo de intervención para una atención especializada para la correcta readaptación social de las mujeres y respeto a los derechos humanos de las mujeres y la prevención de la violencia institucional, en los centros de reinserción social del Estado de México, llevado a cabo entre septiembre de 2015 y enero de 2016 y proyecto de elaboración del Protocolo para la aplicación del Modelo de intervención para una atención especializada para la correcta readaptación social de las mujeres y respeto a los derechos humanos de las mujeres y la prevención de la violencia institucional, en los centros de reinserción social del Estado de México, llevado a cabo entre septiembre y diciembre de 2016, ambos para el Gobierno del Estado de México,
Estas tareas las combina con las de formadora para el Gobierno del Estado de México, en el programa para funcionarios y funcionarias de los cuerpos técnicos y administrativos de los centros de readaptación social para mujeres, en el nuevo Modelo de intervención para salvaguardar los derechos humanos de las mujeres en reclusión, para el Estado de México, en enero de 2016, y para el personal de enfermería del Salud Pública IMSS en el Estado de México, en el programa de la Norma Oficial Mexicana NOM-046-SSA2-2005 de Violencia Familiar, Sexual y contra las mujeres, criterios para la aplicación de la misma, en octubre de 2015 y noviembre de 2016.
Entre octubre y noviembre de 2016, participa como redactora en el Congreso del Estado de México de las reformas legislativas al Código civil y penal en materia de derechos humanos de las mujeres elaboradas por el Congreso del Estado de México.

### Candidata a la alcaldía de Barcelona por Actúa
En 2019, se presentó a la alcaldía de Barcelona en las elecciones municipales del 28 de abril por el partido político Actúa, liderado por Baltasar Garzón y Gaspar Llamazares.
Durante la campaña, montó ilegalmente una red de colaboradores a sueldo para alcanzar el número mínimo de apoyos. A cambio, prometió a estos intermediarios que les pagaría 0,50 céntimos de euro por cada apoyo que recogieran, en "metálico" y "sin sueldo", según se puede escuchar en varios audios en poder de 'Moncloa.com' a los que tuvieron acceso varios medios de comunicación.

## Activismo

### Abolición del género
Abiertamente opuesta a los derechos de las personas transexuales en sus redes sociales y en sus intervenciones públicas, sus posiciones corresponden a las del movimiento TERF que pretende negar la identidad de género de las mujeres trans, con el fin de excluirlas de los espacios reservados para mujeres. Se opuso firmemente al proyecto de Ley Trans, pero sus intervenciones públicas fueron desacreditadas por sus detractores.

### L'Escola
Desde 2015, preside L’ESCOLA AC (Asociación para el Desarrollo Integral), una entidad feminista y pro derechos humanos fundada en México en 2015, y que abrió sede en España en 2017. Fue la primera entidad en denunciar la publicación del sindicato OTRAS y la única que llevó a los tribunales por ello al Ministerio de Trabajo en agosto de 2018. Con L’ESCOLA AC también presentó en 2019 la denuncia ante la Fiscalía General del Estado contra seis agencias de vientres de alquiler y contra todos los cónsules españoles que hubieran inscritos bebés en los consulados adquiridos de esta manera.
Núria González junto con L’ESCOLA AC funda y dirige desde 2019 DLV Radio, un medio de comunicación audiovisual digital. Desde ese canal se da voz a todas las luchas sociales, así como a la actualidad política del país y del mundo.

### Abolición de los gestación subrogada
González lucha por la abolición de la gestación subrogada, a la que denomina «vientres de alquiler», y es conocida por su investigación y posterior denuncia de las prácticas de empresas que se dedican a esta actividad en Barcelona. Afirma que «[l]os vientres de alquiler no se pueden regular de ninguna manera porque violan los derechos humanos de mujeres y niños. No hay ningún supuesto en que los bebés y su madres no vean sus derechos pisoteados». Asimismo, advierte de que aceptar esa práctica en la legislación española, implicaría un cambio en el modelo social del país.[cita requerida] En un artículo de publico.es, González cuenta que acudió a una agencia de gestación subrogada de Barcelona que cada año realiza 350 contratos a una media de 60.000 euros de ganancia por cada uno de ellos-, para conocer de primera mano el funcionamiento de esta práctica. Toda esta investigación la recoge en el libro Vientres de Alquiler, publicado en 2019 por la Editorial Lo que no Existe. La controversia surge porque nada de su obra va acompañado de pruebas concluyentes y una denuncia a la Fiscalía de Barcelona por un supuesto delito de falsedad documental.

### Abolición de la prostitución
Núria González apoya la abolición de la prostitución. Reivindica la aplicación de políticas abolicionistas y poner el foco en los puteros. Forma parte del colectivo feminista Catalunya Abolicionista Plataforma Feminista.

## Publicaciones
- González Lopez, Núria (2019). Vientres de alquiler. Barcelona. Lo Que No Existe. ISBN 84-949-3013-3
- González Lopez, Núria (2021). La Mala Gente.  Colección Luz y Taquígrafo. Barcelona. Eola Ediciones. ISBN 978-84-18079-94-8￼